# Taiki Hirato
Taiki Hirato (Ibaraki, 18 de abril de 1997) es un futbolista japonés que juega en la demarcación de centrocampista para el Kyoto Sanga F. C. de la J1 League.

## Biografía
Tras formarse en las categorías inferiores del club, finalmente en 2016 subió al primer equipo gracias el entrenador Masatada Ishii. Hizo su debut el 25 de mayo de 2016 en un partido de la Copa J. League contra el Júbilo Iwata, encuentro que finalizó con un resultado de empate a uno.

## Clubes
| Club                      | País  | Año       | Partidos | Goles |
| ------------------------- | ----- | --------- | -------- | ----- |
| Kashima Antlers           | Japón | 2016-2017 | 2        | 0     |
| Machida Zelvia (préstamo) | Japón | 2017-2018 | 67       | 12    |
| Kashima Antlers           | Japón | 2019      | 6        | 1     |
| Machida Zelvia            | Japón | 2019-2022 | 138      | 28    |
| Kyoto Sanga F. C.         | Japón | 2023-     | 18       | 1     |